# Moose River (Kenai River)
Der Moose River (englisch für „Elch-Fluss“) ist ein etwa 42 Kilometer langer rechter Nebenfluss des Kenai River auf der Kenai-Halbinsel im US-Bundesstaat Alaska. Der lokale Flussname wurde 1904 von Moffit vom U.S. Geological Survey (USGS) gemeldet.

## Verlauf
Der Moose River entwässert ein etwa 455 km² großes Areal im Nordwesten der Kenai-Halbinsel. Das Einzugsgebiet erstreckt sich über das Tiefland westlich der Kenai Mountains und umfasst im Nordwesten ein seenreiches Gebiet. Der Moose River entspringt auf einer Höhe von etwa 120 m 26 km ostnordöstlich von Sterling. Er fließt anfangs als kleiner Bach 10 km in Richtung Westnordwest. Anschließend wendet er sich nach Südwesten. Im Unterlauf bildet er zahlreiche Flussschlingen aus. Der Moose River erreicht die Kleinstadt Sterling und mündet in den Kenai River. Unmittelbar oberhalb der Mündung überquert der Sterling Highway (Alaska Route 1) den Fluss.